# Benedetto Cappelletti
Benedetto Cappelletti (Rieti, 2 novembre 1764 – Rieti, 15 maggio 1834) è stato un cardinale e vescovo cattolico italiano.

## Biografia

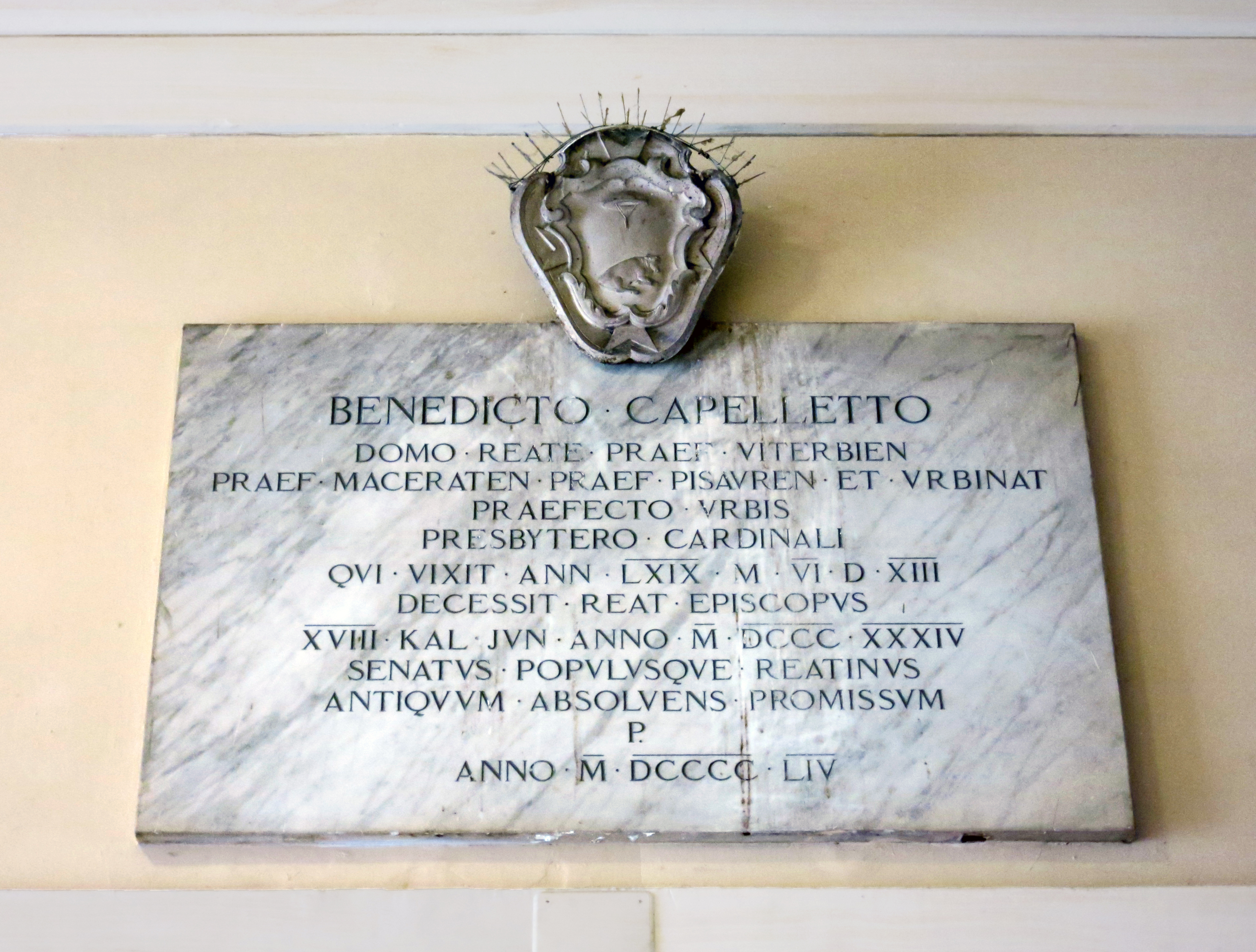
Iscrizione che ricorda Cappelletti, murata nei portici del municipio di Rieti nel 120º anniversario della morte

Papa Gregorio XVI lo elevò al rango di cardinale nel concistoro del 2 luglio 1832.
Morì il 15 maggio 1834 all'età di 69 anni.

## Genealogia episcopale
La genealogia episcopale è:
- Cardinale Scipione Rebiba
- Cardinale Giulio Antonio Santori
- Cardinale Girolamo Bernerio, O.P.
- Arcivescovo Galeazzo Sanvitale
- Cardinale Ludovico Ludovisi
- Cardinale Luigi Caetani
- Cardinale Ulderico Carpegna
- Cardinale Paluzzo Paluzzi Altieri degli Albertoni
- Papa Benedetto XIII
- Papa Benedetto XIV
- Papa Clemente XIII
- Cardinale Bernardino Giraud
- Cardinale Alessandro Mattei
- Cardinale Pietro Francesco Galleffi
- Cardinale Benedetto Cappelletti